# LOL: Skrattar bäst som skrattar sist
LOL: Skrattar bäst som skrattar sist är ett svenskt humorprogram. Programmet är den svenska versionen av det internationella humorformatet LOL: Last One Laughing. Serien hade premiär den 28 december 2022 och är producerad av Jarowskij. Programledare för tävlingen är Eva Röse.

## Om programmet
I programmet tävlar tio komiker i att få varandra att skratta samtidigt som de inte får skratta själva. Deltagarna blir inlåsta i ett kameraövervakat rum där tävlingen pågår i sex timmar och den som tar hem spelet vinner 500 000 kronor att skänka till välgörenhet. Eva Röse är programledare och agerar samtidigt domare för tävlingen.
Programmet vann tv-priset kristallen för bästa underhållningsprogram 2024.

## Medverkande
I första säsongen tävlade Robert Gustafsson, Per Andersson, Sussie Eriksson, Anders Jansson, Anders "Ankan" Johansson, Clara Henry, Vanna Rosenberg, Edvin Törnblom, Louise Nordahl och Özz Nûjen.
I andra säsongen tävlade Henrik Dorsin, Petra Mede, David Batra, Johan Ulveson, Hampus Nessvold, Maria Lundquist, Anis Don Demina, Pia Johansson, Kristina ”Keyyo” Petrushina och Per Fritzell.
I tredje säsongen tävlade Johan Rheborg, Suzanne Reuter, Claes Malmberg, Pernilla Wahlgren, Ola Forssmed, Annika Andersson, Erik Ekstrand, Måns Möller, Kodjo Akolor och Sofia Dalén.